# 菅沼栄一郎
菅沼 栄一郎（すがぬま えいいちろう、1955年11月27日 - ）は、日本のジャーナリスト。元・朝日新聞記者。東京都足立区出身。

## 略歴
開成高校卒業。慶應義塾大学法学部に2年間在籍した後に、東京大学法学部に入学し、1980年3月に卒業した。
同年4月に朝日新聞社入社、政治部記者からスタートし、『週刊朝日』『AERA』の編集部にも編集委員として在籍した。
1997年11月から、テレビ朝日のニュース番組『ニュースステーション』で朝日新聞編集委員の肩書きでコメンテーターをつとめた。1999年4月、週刊誌で女性問題が報じられ、十分な説明のないまま番組を降板した。
番組降板後は、立川支局、本社地域報道部、北海道支社、本社地域報道グループと異動を繰り返し、2007年より仙台支局在勤。
定年後は嘱託契約である『シニア記者』として社に残り、東京を基点に活動する地域報道部に在籍した。2020年暮れに定年退職。以降はフリーとして古巣のAERAなどに寄稿している。

## 著書
- 『村が消えた:平成大合併とは何だったのか』2005年、祥伝社新書
- 『会津から日本を変える!:今こそ真の地方主権を』2009年、長崎出版（早川廣中と共著）
- 『地域主権の近未来図』2010年、朝日新書（増田寛也と共著）
- 『水道が危ない』2019年、朝日新書（菊池明敏と共著）